# Pfleggericht Windisch-Matrei
Das Pfleggericht Windisch-Matrei war ein Pfleggericht des Erzstifts Salzburg.

## Geschichte
Burg Matrei war im Besitz der Grafen von Lechsgemünd. Graf Heinrich, der letzte Vertreter des Geschlechts, verkaufte seine Besitzungen im heutigen Osttirol 1207 an den Erzbischof von Salzburg. Der Salzburger Besitzanspruch war umstritten, wurde aber im Frieden von Lieserhofen 1252 bestätigt. Im Rahmen der Territorialisierung wurde aus dem damit verbundenen Landbesitz das Pfleggericht Windisch-Matrei. Die Burg wurde zum Sitz salzburgischer Richter und Pfleger. Das Pfleggericht war eine salzburgische Exklave und vollständig von fremdem Territorium (Gefürstete Grafschaft Tirol) umgeben. Dies führte zu Konflikten um die Landeshoheit, bei denen sich Salzburg durchsetzte. Besitzer des Pfleggerichts war zunächst neben dem Erzstift auch das Domkapitel. 1675 erwarb der Bischof die Anteile des Kapitels und das Amt war vollständig landesherrlich. Im 18. Jahrhundert verlegten Pfleger und Richter ihren Amtssitz nach Matrei.

## Pfleger
Das Amt des Pflegers war oftmals in der Hand von Angehörigen der Familie Lasser. 1598 war Wolf Adam Lasser Mautner, Ungelder, Gerichtsschreiber und Amtmann des Domkapitels und wurde 1617 zum Pfleger ernannt. Ein weiterer Wolf Adam Lasser (ggf. Sohn des vorgenannten) war ab 1660 Pflegsverwalter und später Pfleger. In der gleichen Zeit wird auch Sigmund Stampfer als Gerichtsschreiber und Pfleger genannt. Dessen Nachfolger als Pfleger wurde 1694 Wolf Adam Lasser († 1733), ein gleichnamiger Sohn des letzten. Wolf Adam Lasser wurde 1708 gemeinsam mit seinem Bruder Johann Adam Lasser († 1734), der als Vizedomamtsverweser in Friesach und Pfleger in Althofen den Kärntner Besitz des Erzbistums verwaltete, als Lasser von Zollheim in den Adelsstand erhoben. 1720 verzichtete er zu Gunsten seines Sohnes Wolfgang Adam Lasser von Zollheim (1688–1768) auf das Pflegeramt. Am 20. Juli 1721 erhielt dieses das Pflegeramt als Erbamt bestätigt. Dies war sehr ungewöhnlich: Salzburg vergab grundsätzlich keine Pflegerämter als Erbämter. Die einzige Ausnahme war das Pfleggericht Neumarkt gewesen; dort hatte man den Erbanspruch aber bereits wieder ausgelöst. Der Grund war, dass Lasser von Zollheim sich verpflichtete, auf eigene Kosten die Burg zu renovieren und ein Amtshaus in der Stadt zu erwerben. 1768 starb er und sein Sohn Wolfgang Adam Ignatz (1748–1804) erbte das Amt. 1802 erlitt er einen Schlaganfall und der Gerichtsschreiber wurde ihm als Pflegsverwalter beigeordnet.

## Gebäude

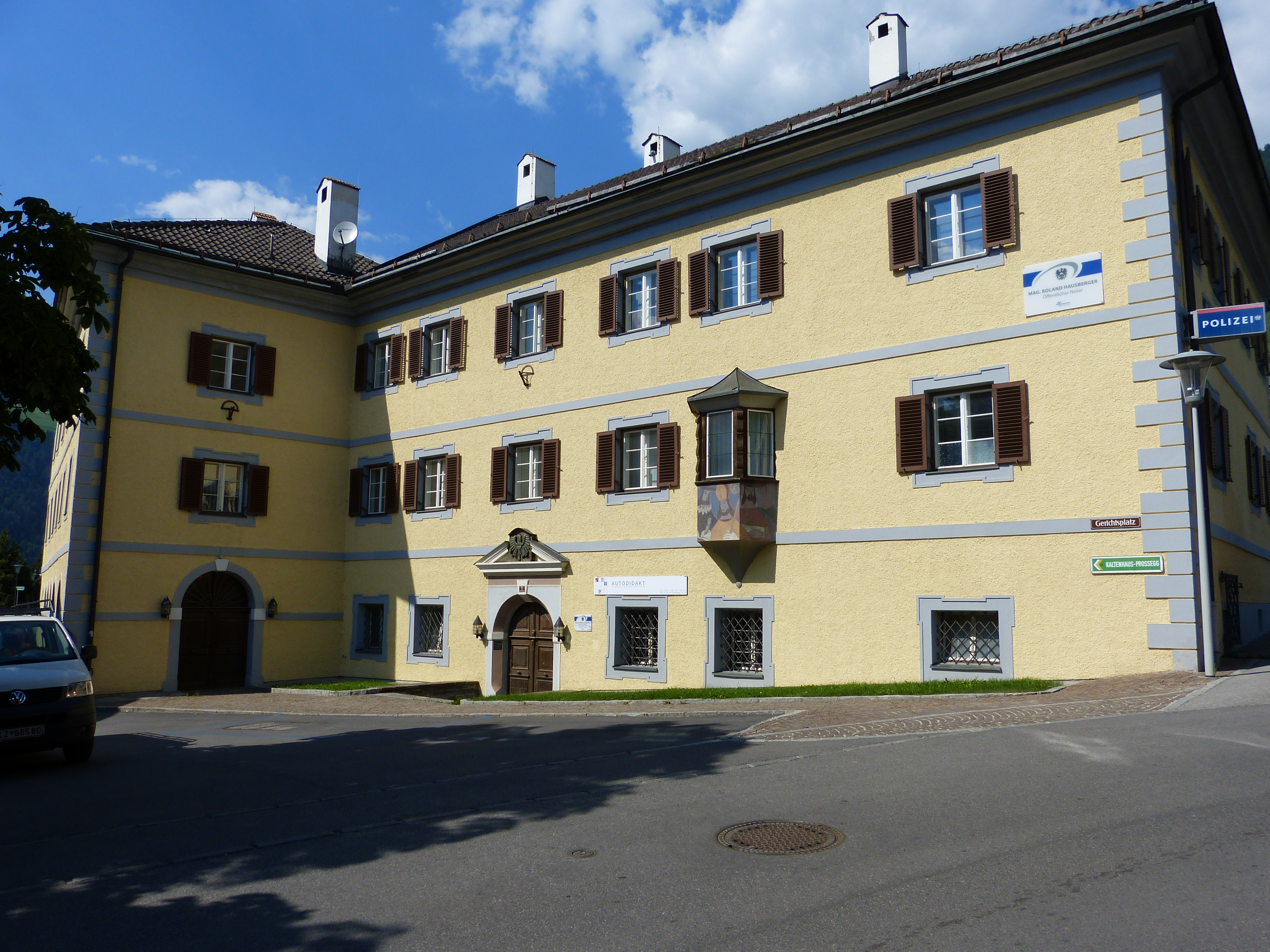
Pfleggerichtsgebäude, heute Polizeistation